# Jailbreakers
Jailbreakers is een Amerikaanse dramafilm uit 1994 onder regie van William Friedkin.

## Verhaal
In de jaren 50 wordt het tienermeisje Angel Norton verliefd op de ruige motorrijder Tony Falcon. Hij ontsnapt voor haar uit de gevangenis. Daardoor belanden ze in de moeilijkheden.

## Rolverdeling
| Acteur                   | Personage    |
| ------------------------ | ------------ |
| Shannen Doherty          | Angel Norton |
| Antonio Sabato jr.       | Tony Falcon  |
| Sean Whalen              | Tattoo       |
| Talbert Morton           | Whale        |
| Adrien Brody             | Skinny       |
| Louan Gideon             | P.E. Coach   |
| Kerri Randles            | Missy        |
| Julie St. Claire         | Mary         |
| Vince Edwards            | Frank Norton |
| Johnny La Spada          | Gary         |
| Steven Christopher Young | Splint       |
| Christian Klemash        | Bendelid     |
| Jason Kristofer          | Bendelid     |
| Ronald McWorter          | Caféhouder   |
| Martin Eric              | Buffethouder |